# Il taumaturgo
Il taumaturgo (Чудотворец, Čudotvorec) è un film del 1922 diretto da Aleksandr Petrovič Panteleev.